# Dureil
Dureil är en kommun i departementet Sarthe i regionen Pays de la Loire i nordvästra Frankrike. Kommunen ligger i kantonen Malicorne-sur-Sarthe som tillhör arrondissementet La Flèche. År 2022 hade Dureil 61 invånare.

## Befolkningsutveckling
Antalet invånare i kommunen Dureil
| Referens: INSEE |